# Veronica Jett
Veronica Jett (California; 18 de julio de 1982) es una actriz pornográfica estadounidense que ha realizado numerosos cortos y películas de diferentes tipos. Es más conocida por su implicación en la condena del director Ira Isaacs, autor de la serie "Hollywood Scat Amateurs", sentenciado por 5 cargos federales por "venta y distribución" de material obsceno en 2012.

## Controversia
Fecha de retiro 2013 
En 2013, el director Ira Isaacs, fue llevado a juicio por las leyes federales, por 5 cargos federales por "venta y distribución" de material obsceno en 2012. La justicia de Estados Unidos utilizó como pieza clave a Jett, quien testificó que jamás habría participado en dichas películas incluyentes de excrementos, de no haberse encontrado drogada por Isaacs en el momento de la filmación. En su declaración manifestó que cuando fue a casa de Isaacs a filmar "Hollywood Scat Amateurs #10", este le proveyó de metanfetaminas, mariguana y alcohol. Como resultado de la filmación con tintes de coprofagia, Jett afirmó haber tenido que buscar ayuda profesional ante la vergüenza, angustia y miedo que le provocaba salir a la calle.
Como defensa Isaacs dijo que la afirmación por parte de Jett, de que las películas no se mostrarían en los Estados Unidos era "absolutamente falsa".

## Filmografía parcial
- Veronica Jett's Ballbusting Blowjobs And Femdom Cumshots[7]
- Veronica Jett's Butt Cumshot After Ballbusting And A Femdom Cock
- Veronica Jett's Evil Nurse Ballbusting And Femdom Castration CBT
- Vogue Nasty
- Watch Your Back 3
- West Coast Gangbang Team 18
- Where's The Cum	Platinum X Pictures
- Who Let The Whores Out 2
- Wife Switch 7
- Wild College Coeds 5
- XXX Rated 3
- Your Mom Sucks Black Cock 2
- Your Sister's a Cocksucker 5
- You've Been Pegged

## Premios
- 2008 AVN Award nominada – Mejor actriz de reparto, Video – Nowhere Angels
- 2008 AVN Award nominada – Debutante del año
- 2008 AVN Award nominada – Mejor escena anal, Video – Ave X
- 2008 AVN Award nominada – Escena más extraña de sexo – Blow It Out Your Ass 2[8]